# Dhuys et Morin-en-Brie
Dhuys et Morin-en-Brie è un comune francese situato nel dipartimento dell'Aisne, nella regione Alta Francia. Costituito il 1º gennaio 2016, raggruppa gli ex comuni di Artonges, La Celle-sous-Montmirail, Fontenelle-en-Brie e Marchais-en-Brie, soppressi come comuni autonomi e portati a rango di comuni delegati della nuova entità.

## Geografia fisica
Dhuys et Morin-en-Brie si trova all'estremità meridionale del dipartimento dell'Aisne, a 76,8 km in linea d'aria a sud della prefettura di Laon, e 18.9 km a sudest della sottoprefettura di Château-Thierry. Esso si trova a 83,3 km a est di Parigi.
Si tratta del comune più meridionale della regione Alta Francia.
Rispetto a Marchais-en-Brie, sede capoluogo del nuovo comune, La Celle-sous-Montmirail si trova 2.8 km a sud-ovest, Fontenelle-en-Brie a 4.1 km a nord e Artonges a 7.1 km a nordest.
Rispetto a Marchais-en-Brie, il capoluogo, i comuni più vicini sono Mécringes (2.6 km), L'Épine-aux-Bois (2.8 km), Vendières (3.1 km), Rieux (3.9 km), Montmirail (4.2 km), Montenils 4.5 km), Rozoy-Bellevalle (4.8 km), Montdauphin (5.5 km), Montolivet (6.9 km), Viffort (8.8 km), Pargny-la-Dhuys (9.1 km), Corrobert (9.5 km) e Montlevon (9.9 km).

## Storia

### Simboli
Il nuovo comune di Dhuys et Morin-en-Brie ha ripreso lo stemma di Marchais-en-Brie.